# Bulten AB
Bulten AB är ett svenskt verkstadsindustriföretag som tillverkar olika typer av fästelement för fordonsindustrin. Företagets huvudkontor ligger i Göteborg och företaget har verksamhet i flera länder över hela världen. 
Företaget är noterat på Stockholmsbörsen sedan 2011.

## Historik
Svensk industrin hade tidigare importerat fästelement eller tillverkat sådana efter egna mått. I England hade standardmått införts och ingenjörerna Nils Peterson och Gottfrid Rystedt kontaktade i början av 1873 grosshandlare Herman Friedländer med förslag om att tillverka bultar och andra fästelement enligt engelsk förebild. Efter första sammanträdet den 13 februari 1873 erhölls den 28 februari Kungliga Majestäts godkännande av Bultfabriks AB:s bolagsordning. Herman Friedländer utsågs till såväl styrelseordförande som kassadirektör och Nils Petersson blev företagets förste disponent. Rörelsen förlades till Hallstahammar i Västmanland och den 27 mars tecknades kontrakt med Hallstahammars bruk om rätt till mark m.m.
Peterson var 51 år när han dog den 30 april 1893. Han efterträddes av Sjunne Amilon, som var företagets disponent 1893-1915. Efterträdaren Carl-Fredrik von Hofsten hade denna befattning fram till sin död 1918. Samma år efterträddes han av Hans von Kantzow och som skulle kvarstå som verkställande direktör fram till 1957. 
Företaget förvärvade Eskilstuna Fabriks AB 1933 (ingick i koncernen 1934). Tidigare bulttillverkning i Eskilstuna flyttades sedan successivt till Hallstahammar medan Eskilstuna blev säte för Bultens tillverkning av kedjor.
1938 förvärvades AB Kanthal (grundat av Kantzow 1931). Verksamheten växte ytterligare genom förvärv av Ramnäs bruk 1943 och Rallsta tegelbruk 1945.
Koncernen expanderade kraftig efter andra världskriget. Åshammars Bultfabrik i Gästrikland köptes 1947. Anläggningarna i Hallstahammar moderniserades. Runt om i världen grundades flera dotterbolag. 1966 startades en fabrik i Kalix. Bulten blev en av de största tillverkarna av fästelement i Europa. 
1970 fusionerades AB Kanthal med moderbolaget för att bilda Bulten-Kanthal AB.
Bulten-Kanthal AB blev 1983 uppköpt av Hallstahammars AB, som ändrade namn till Kanthal AB. Kanthal AB minskade sedan sitt ägande i Bulten och i november understeg ägandet 50% och koncernförhållandet upphörde.
2001 förvärvades Bulten av Finnveden AB och företaget bytte 2011 namn till FinnvedenBulten AB. Företaget bytte namn till Bulten AB 2014.

## Bilder

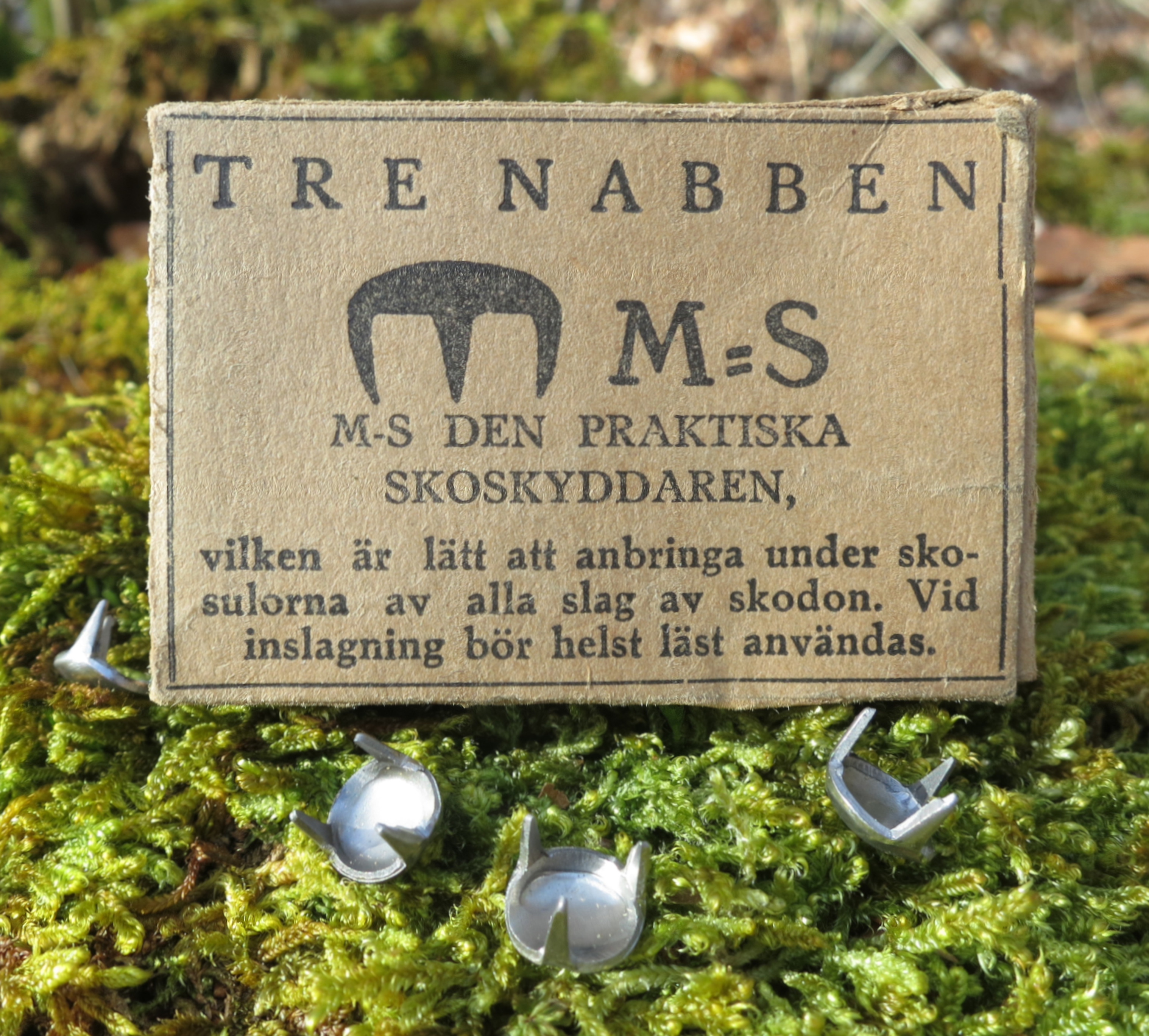
Skosulefästelementet Tre-nabben av Bultfabriks AB i Hallstammar, sedermera Bulten.
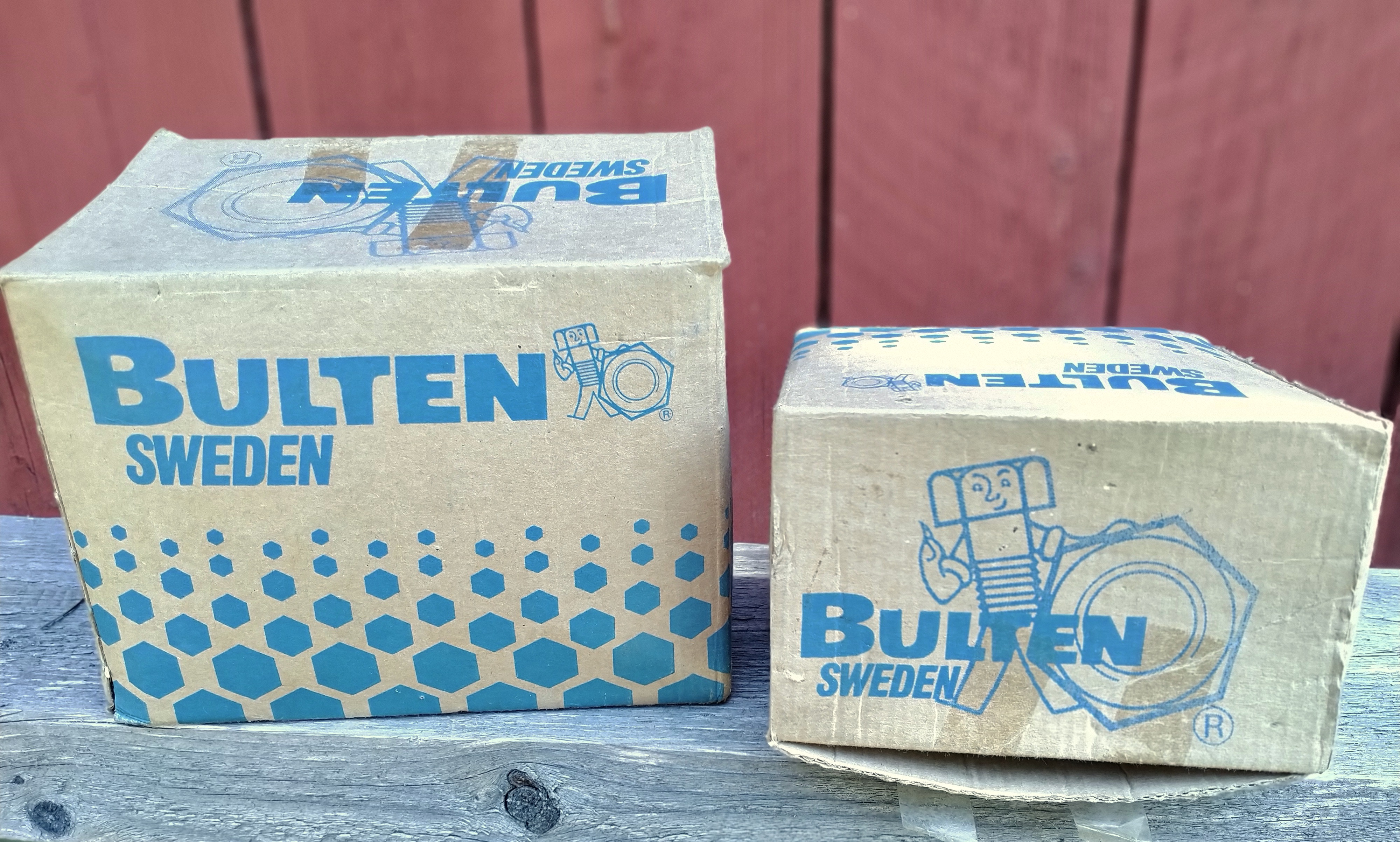
Bultens tidigare logo.